# Obaga de Coll de Neda
L'Obaga de Coll de Neda és una obaga del terme municipal de Conca de Dalt, dins de l'antic terme de Claverol, al Pallars Jussà. Es troba en territori de l'antic enclavament dels Masos de Baiarri.
Està situat a la part central-meridional de l'enclavament, al vessant oriental del Cap de l'Alt de Baiarri. És a ponent de l'Obaga de l'Oriol i al nord-oest del Coll de Neda, a llevant del Roc Roi. És al sud-est de l'Obaga de l'Alou i al sud-oest de la Solana de la Grallera.